# Limone Piemonte
Limone Piemonte – miejscowość i gmina we Włoszech, w regionie Piemont, w prowincji Cuneo.
Według danych na rok 2004 gminę zamieszkiwało 1545 osób, 21,8 os./km².